# エリーザベト・フォン・アイケン
エリーザベト・フォン・アイケン（Elisabeth von Eicken、1862年7月18日 - 1940年7月21日） はドイツの風景画家、工芸家である。

## 略歴
ミュールハイム・アン・デア・ルールの商人、工場主の娘に生まれた。1871年から1878年の間、地元の学校で学んだ後、パリに出て、挿絵画家、風景画家のエドモン・ヨン(Edmond Yon:1841-1897)などから絵を学んだ。この頃、バルビゾン派の画家や、アルフレッド・シスレーから強い影響を受けた。
ベルリンに移り、画家として働き、パウル・ミューラー＝ケンプフやアンナ・ゲレスハイムら、多くの画家が活動していたバルト海沿岸の漁村、アーレンスホープの芸術家村で活動4した。1894年から大ベルリン美術展(Große Berliner Kunstausstellung)に出展を始め、国内、国外の展覧会に出展した。ベルリンに移りベルリン女性芸術家協会(Verein der Berliner Künstlerinnen)やドイツ帝国芸術家協会(Reichsverband bildender Künstler Deutschlands)の会員になった。1894年にアーレンスホープにスタジオと住まいを建てた。
1897年に貴族Paepcke家の出身で、Quassel の領主のHenry Edler von Paepkeと結婚したが、旧姓のまま画家の活動を続けた。工芸家としては陶磁器のデザインや家具もデザインした。
ポツダムで死去した。

## 作品

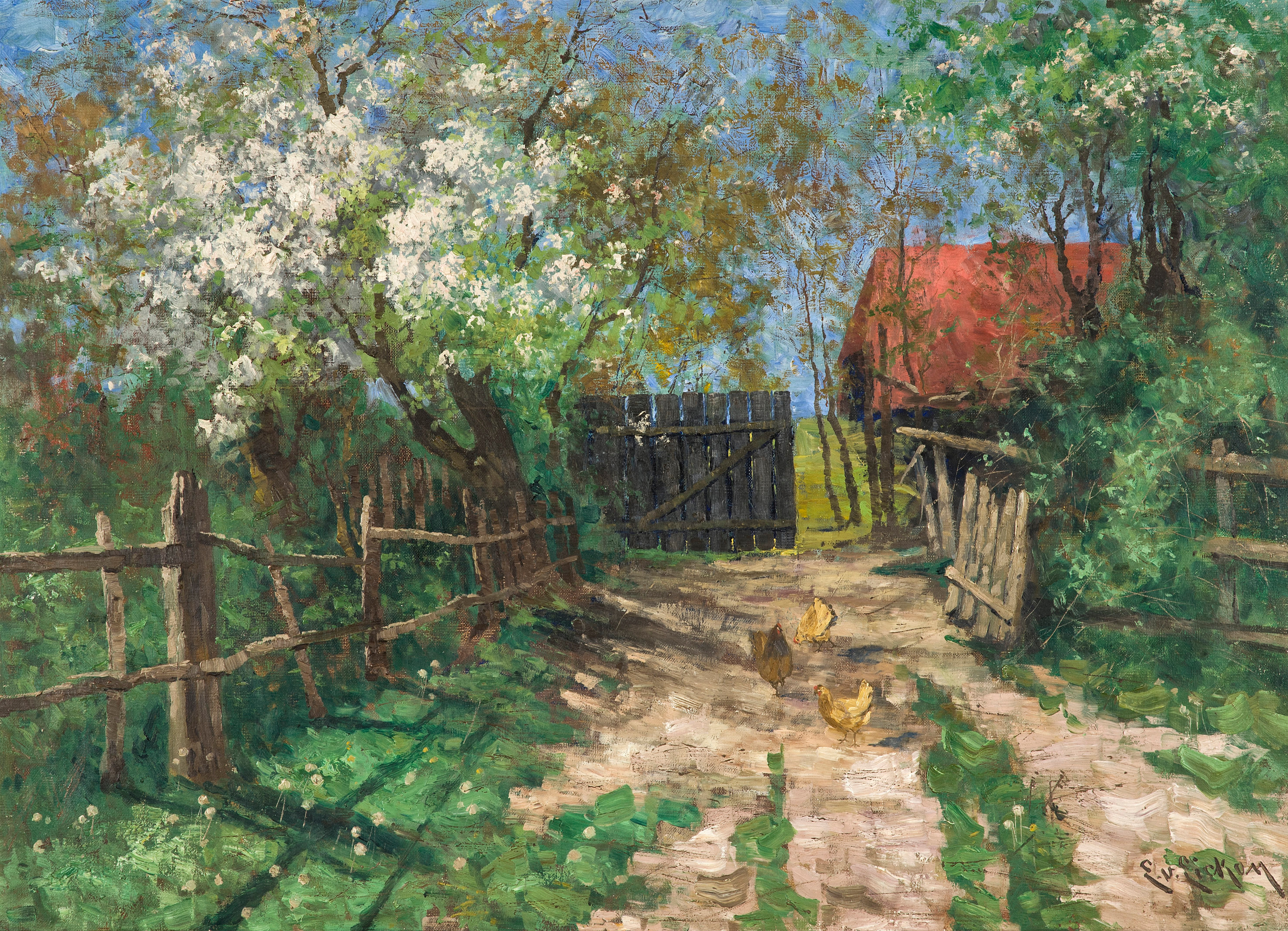
「春」 (1890)
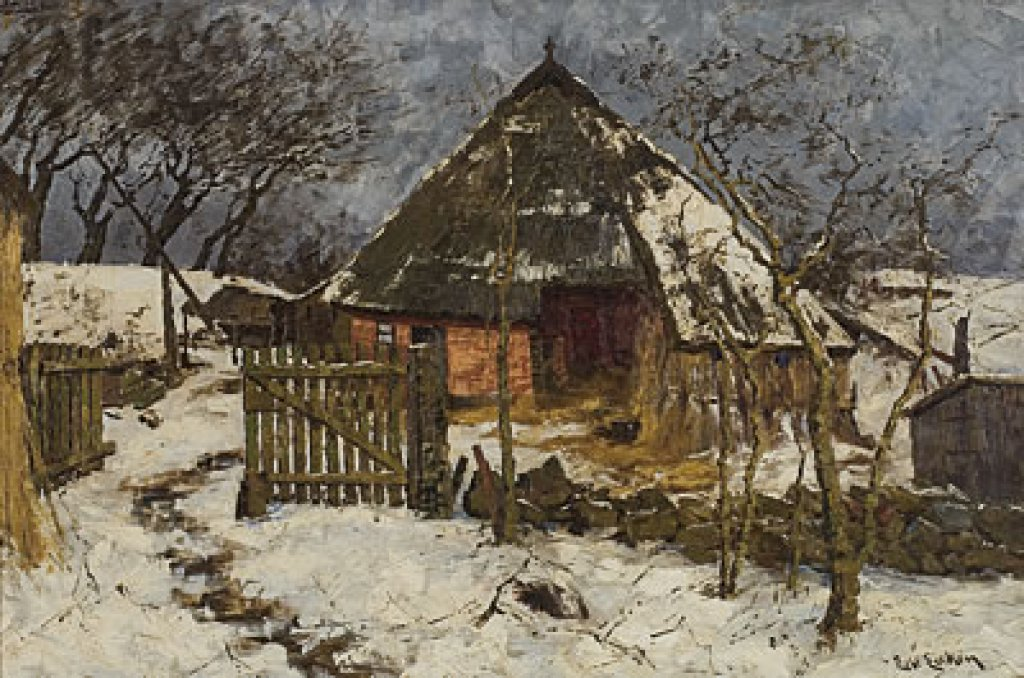
雪の中のとんがり屋根の家　(1890)
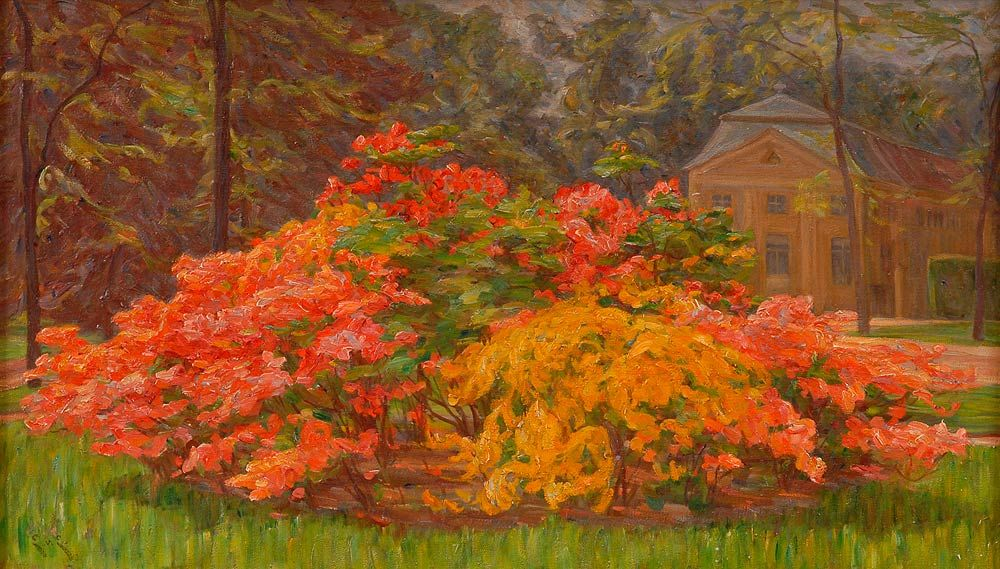
Gutshauses Quasselの庭